# 甲斐常治
甲斐 常治（かい じょうち）は、室町時代中期の武将。常治は落飾後の法名で、諱は将久（ゆきひさ）、永享年間に常治と名乗る。官途は美濃守。父は甲斐将教（ゆきのり）、子に甲斐敏光。近江守の官途を持つ弟がいる（実名不詳）。応永27年（1420年）から斯波氏執事、越前・遠江守護代を務めた。

## 生涯

### 持種との対立
斯波義淳の代から斯波家の執事として仕えていたが、永享5年（1433年）に義淳は死去した。義淳の異母弟で常治にとっては従兄弟にあたる義郷が家督を継承したが、3年後の永享8年（1436年）に事故死した。義郷遺児の千代徳丸（義健）が幼少のため、斯波氏分家の（大野）斯波持種と共に千代徳丸の後見人を務めた。大和永享の乱では室町幕府の命令を受けて、持種と共に大和へ出陣し、関東で永享の乱が発生すると持種や同じく斯波家臣の朝倉教景と共に千代徳丸に代わって関東へ出兵した。
斯波氏では幼少の当主が続いたため、実権は「被官人等評定」に移っていたが、常治はこの評定において、斯波氏執事としての立場から事実上斯波氏を取り仕切っていた。しかし、常治は傲慢な振る舞いをしていたらしく、管領で当主でもある斯波義淳を評して「管領の器にあらず」などと公言していた。 そのため、斯波持種や二宮氏・島田氏などの他の被官人は、当主をないがしろにする常治の専横に業を煮やし、京都にある常治の私邸に放火したり、常治の討伐を企てたりするなど（討伐計画自体は義健の舅の吉良義尚の仲介により未遂となった）、常治と対立することとなる。
更に文安3年（1446年）9月、大野持種は加賀へ出兵した。家督と守護職を巡って2人が対立している富樫氏の内紛に対し、当事者の1人富樫泰高に肩入れし、泰高の甥の富樫成春を追放したが、斯波方にも多くの死傷者を出している（加賀両流文安騒動）。常治と持種派の家臣団は、この時の対応を巡って対立したともされる（持種派は出兵に賛成、常治は反対）。

### 長禄合戦
享徳元年（1452年）、斯波義健がわずか18歳で亡くなった。義健に嗣子が無く、斯波氏の正統が絶えたため、甲斐氏・織田氏・朝倉氏らの斯波氏重臣は協議の上で、斯波氏庶流の大野持種の子義敏を斯波氏当主として迎えるが、上記の通り、常治と持種が犬猿の仲であったため、常治が子の義敏と対立するのにそう時間はかからなかった。
対立の原因は他にもあった。甲斐氏は守護権を活用して大犯三箇条の検断権、刈田狼藉の検断権、使節遵行権、守護請等で領国内で勢力を拡大し、在地武士達との結びつきを強めていっていた。対して、甲斐氏によって土地から追われたり荘園代官職を奪われた他の斯波氏被官人達は義敏を頼り、義敏も彼らとの繋がりで領国支配を展開することで常治の権力の排斥を狙った。幕府が双方を仲介したが不調に終わり、対立は深まっていった。幕府が守護の支配を制限する内容の不知行地還付政策を常治が支持したことも、守護当人である義敏および義敏派の不満に繋がった。
長禄2年（1458年）6月に常治が病気になると、義敏はこの機をとらえて挙兵した。守護斯波義敏（越前国人衆）側と守護代甲斐常治側が戦う、いわゆる長禄合戦が勃発した。ただし、義敏本人は幕府から関東出兵を命ぜられて近江小野に滞在しており、常治もまた京都の自邸で病床にあったため、越前での合戦は守護側の堀江利真と守護代側の朝倉孝景・甲斐敏光による代理戦争の様相を呈していた。
当初、堀江利真の活躍により守護側が優勢であったが、翌長禄3年（1459年）になると8代将軍足利義政は常治に肩入れするようになった。戦況を有利にすべく義敏本人が幕府の関東出兵の命令に背いて軍を率い、甲斐方の金ヶ崎城を攻めたが大敗した。将軍義政はこれに激怒して義敏から斯波氏家督を剥奪した上で大内教弘の領国周防国に追放し、義敏の息子松王丸（斯波義寛）がわずか3歳で斯波氏の当主とされた。これら幕府の常治寄りの姿勢や朝倉孝景の活躍もあって、長禄3年8月11日、長禄合戦は堀江利真が討たれるなどして守護代側の勝利となるが、常治本人はその知らせを聞かないまま翌12日夜、京都で死亡した。守護代職は敏光が越前に出兵中のために、孫の千喜久丸（甲斐信久）に継承された。

### 死後
朝倉孝景はこの合戦で叔父将景・景正父子らが反抗的な分家を討伐した事と、常治が死亡した事も相まって、斯波氏の有力者にのし上がって行った。応仁の乱の際には、斯波氏当主に復帰した義敏を押さえ込んで越前一国を平定（義政及び細川勝元から「1代限りの守護権限行使」の密約を貰った）、戦国大名への道を切り開いて行くことになる。
一方、甲斐氏は事態の急展開について行けず、越前を孝景に奪われ、斯波氏の領国であった遠江国などに勢力を残しつつ、主家と同様に衰退への道を辿っていった。